# Тэйлор, Тайшон
Тайшон Джамар Тэйлор (англ. Tyshawn Jamar Taylor; род. 12 апреля 1990 года в Хобокене, Нью-Джерси, США) — американский профессиональный баскетболист, играющий на позиции разыгрывающего защитника.

## Школа
Тейлор играл за Начальную школу Сент-Энтони под руководством Боба Хёрли. В сезоне 2007-08 его команда имела показатель побед и поражений 32-0, стала национальным чемпионом по версии газеты USA Today. Тайшон вёл переговоры с Университетом Маркетта, но в итоге выбрал Канзас.

## Колледж

### Первый год
В дебютном сезоне в среднем Тэйлор набирал 7.2 очка и 3.4 передач за игру за Канзасский университет, который выиграл регулярный чемпионат конференции Big 12. В 2010 году он был назван новичком года конференции Big 12.

### Второй год
Во втором своём сезоне Тайшон набирал 9.3 очка и 4.6 передач. Он был лидером команды по результативным передачам, а сама команда четвёртой в конференции. 21 февраля 2011 года Тэйлор был дисквалифицирован на неопределённое время из команды за нарушение правил команды. Подробности этого происшествия не были объявлены.

### Выпускной год
В последний год Тэйлор увеличил свою статистику по очкам почти в 2 раза. Тайшон вместе с Томасом Робинсоном привели свою команду до финала NCAA, где они проиграли Университету Кентукки.

## НБА
28 июня 2012 года Тайшон Тэйлор был выбран под 53-м номером на драфте НБА 2012 года командой «Портленд Трэйл Блэйзерс», который уступил права на игрока за денежную компенсацию «Бруклин Нетс».

## Сборная
Тэйлор представлял сборную США на чемпионате мира среди юношей до 19 лет. В среднем на турнире он набирал 10.8 очков и 4.4 передач за игру. Набранные им 18 очков и 6 результативных передач в финальном матче, помогли обыграть Грецию и обеспечили чемпионство США. По итогам чемпионата мира Тишон вместе с партнёром по сборной Гордоном Хэйуордом был выбран в символическую сборную турнира.

## Статистика

### Статистика в НБА
| Сезон                                                                                    | Команда | Регулярный сезон | Регулярный сезон | Регулярный сезон | Регулярный сезон | Регулярный сезон | Регулярный сезон | Регулярный сезон | Регулярный сезон | Регулярный сезон | Регулярный сезон | Регулярный сезон | Серия плей-офф | Серия плей-офф | Серия плей-офф | Серия плей-офф | Серия плей-офф | Серия плей-офф | Серия плей-офф | Серия плей-офф | Серия плей-офф | Серия плей-офф | Серия плей-офф |
| Сезон                                                                                    | Команда | GP               | GS               | MPG              | FG%              | 3P%              | FT%              | RPG              | APG              | SPG              | BPG              | PPG              | GP             | GS             | MPG            | FG%            | 3P%            | FT%            | RPG            | APG            | SPG            | BPG            | PPG            |
| ---------------------------------------------------------------------------------------- | ------- | ---------------- | ---------------- | ---------------- | ---------------- | ---------------- | ---------------- | ---------------- | ---------------- | ---------------- | ---------------- | ---------------- | -------------- | -------------- | -------------- | -------------- | -------------- | -------------- | -------------- | -------------- | -------------- | -------------- | -------------- |
| 2012/13                                                                                  | Бруклин | 38               | 0                | 5,8              | 36,8             | 46,2             | 55,6             | 0,5              | 0,6              | 0,3              | 0,0              | 2,2              | 2              | 0              | 1,1            | 0,0            | -              | -              | 0,0            | 0,0            | 0,0            | 0,0            | 0,0            |
| 2013/14                                                                                  | Бруклин | 23               | 3                | 11,7             | 34,1             | 25,0             | 80,0             | 0,7              | 1,6              | 0,5              | 0,0              | 3,9              | Не участвовал  | Не участвовал  | Не участвовал  | Не участвовал  | Не участвовал  | Не участвовал  | Не участвовал  | Не участвовал  | Не участвовал  | Не участвовал  | Не участвовал  |
|                                                                                          | Всего   | 61               | 3                | 8,0              | 35,4             | 36,0             | 68,4             | 0,5              | 0,9              | 0,4              | 0,0              | 2,9              | 2              | 0              | 1,1            | 0,0            | -              | -              | 0,0            | 0,0            | 0,0            | 0,0            | 0,0            |
| Наведите курсор мыши на аббревиатуры в заголовке таблицы, чтобы прочесть их расшифровку. |         |                  |                  |                  |                  |                  |                  |                  |                  |                  |                  |                  |                |                |                |                |                |                |                |                |                |                |                |